# Opacifrons
Opacifrons är ett släkte av tvåvingar. Opacifrons ingår i familjen hoppflugor.

## Dottertaxa tillOpacifrons, i alfabetisk ordning[1][2]
- Opacifrons abhorrens
- Opacifrons aequalis
- Opacifrons brevisecunda
- Opacifrons brevistylus
- Opacifrons caelobata
- Opacifrons cartagensis
- Opacifrons cederholmi
- Opacifrons collessi
- Opacifrons convexa
- Opacifrons coxata
- Opacifrons cubita
- Opacifrons difficilis
- Opacifrons distorta
- Opacifrons dupliciseta
- Opacifrons elbergi
- Opacifrons flavilabris
- Opacifrons ghesquierei
- Opacifrons grandis
- Opacifrons humida
- Opacifrons impudica
- Opacifrons inornata
- Opacifrons jorlii
- Opacifrons maculifrons
- Opacifrons mirabilis
- Opacifrons moravica
- Opacifrons nasalis
- Opacifrons niveohalterata
- Opacifrons obunca
- Opacifrons ochrea
- Opacifrons parabisecta
- Opacifrons parvicornis
- Opacifrons pavicula
- Opacifrons pellucida
- Opacifrons quadrispinosa
- Opacifrons quarta
- Opacifrons redunca
- Opacifrons rubrifrons
- Opacifrons sciaspidis
- Opacifrons septentrionalis
- Opacifrons simplisterna
- Opacifrons spatulata
- Opacifrons triloba
- Opacifrons tunisica
- Opacifrons wheeleri